# Culoz
Culoz korábbi község (település) Franciaországban, Ain megyében. 2023. január 1-jén Béon községgel egyesült és Culoz-Béon új község része lett.
Lakosainak száma 3004 fő (2019. január 1.).

## Fekvése
Culoz Anglefort, Béon, Ceyzérieu, Flaxieu, Lavours, Chanaz, Ruffieux, Serrières-en-Chautagne, Vions és Arvière-en-Valromey községekkel határos.

## Nevezetes emberek
- Itt született 1858-ban Léon Serpollet francia mérnök, gőzautók konstruktőre (1858 - 1907)

## Népesség
A település népességének változása:
| Lakosok száma | 2412 | 2523 | 2639 | 2622 | 2954 | 2986 | 3071 | 3053 | 3020 | 3004 |
|               | 1968 | 1975 | 1990 | 1999 | 2006 | 2013 | 2015 | 2016 | 2018 | 2019 |